# 埃及樂蜀熱氣球事故
埃及樂蜀熱氣球事故是發生於2013年2月26日當地時間早上約7時，於埃及樂蜀哈格爾達哈比亞村的熱氣球乘客集體死傷事故，事故超越於1989年於澳洲造成13人喪生的熱氣球意外，成為全球歷來最嚴重的熱氣球事故。事故在熱氣球遊覽完畢、降落至接近地面時發生，一名埃及熱氣球操作員和另外2名英國乘客從約5米高處及時跳下，操作員7成皮膚被燒傷，情況危殆。跳下的英國乘客當中一人送院後傷重死亡，另外一人情況穩定。其餘18名乘客則因為被困籃內，伴隨熱氣球再度上升而被活活燒死。事故釀成了19死2傷，已經確認的死者包括9名參與香港勝景遊、分別來自3個家庭的團員，兩對參與JTB Grand Tours & Services的日本人夫婦和兩名參與英國旅遊公司Thomas Cook的英國人、兩名法國人、1名匈牙利人與1名埃及人；此外還有2名傷者，分別為1名英國人及1名埃及人。死者大多受到撞擊或被燒死。

## 背景

### 熱氣球資料
肇事的熱氣球為Ultramagic公司生產的N-425型熱氣球，由Sky Cruise營運，機尾編號為SU-283，使用只有5年。

## 事發经过
當時熱氣球上有21名乘客（連駕駛員）。熱氣球升空後，由於气球內部壓力過大，升空高度過高，引擎火焰碰觸到球壁，導致氣球球體起火爆炸。整個熱氣球由約300米高墜到一片甘蔗田裡。热气球坠地後再次發生爆炸，而當時在另一個熱氣球上的一名英國遊客說，出事的熱氣球是撞到高壓電纜上後起火，她看到人們從七層樓的高度往下跳。意外發生後，樂蜀省省長伊扎特‧薩阿德已宣布暫停當地所有熱氣球運營。

## 死傷者名單
| 國家/地区 | 死亡 | 受傷 |
| --------- | ---- | ---- |
| 香港      | 9    | –    |
| 日本      | 4    | –    |
| 英國      | 2    | 1    |
| 法國      | 2    | –    |
| 埃及      | 1    | 1    |
| 匈牙利    | 1    | –    |

### 死者
| 姓名                      | 年齡 | 性別 | 國家/地区 | 备注                                                          |
| ------------------------- | ---- | ---- | --------- | ------------------------------------------------------------- |
| 何愛興 HO Oi-hing         | 54   | 男   | 香港      | 何愛明與何愛英之幼弟                                          |
| 何愛英 HO Oi-ying         | 58   | 女   | 香港      | 何愛明的妹妹，何愛興的姐姐                                    |
| 何愛明 HO Oi-ming         | 60   | 男   | 香港      | 何愛興與何愛英兄长                                            |
| 鄧玉玲 TANG Yuk-ling      | 59   | 女   | 香港      | 退休小學老師 何愛明妻子                                       |
| 蕭志文 SIU Chi-man        | 37   | 男   | 香港      | 汽水機維修技術員，關佩雯丈夫                                  |
| 關佩雯 KWAN Pui-man Eleni | 37   | 女   | 香港      | 職業治療師 香港博愛醫院前主席蕭炎坤的外甥女，蕭志文妻子       |
| 潘流添 POON Lau-tim       | 62   | 男   | 香港      | 杜秀貞丈夫，潘德施之父                                        |
| 杜秀貞 TO Sau-ching       | 58   | 女   | 香港      | 潘流添妻子，潘德施之母                                        |
| 潘德施 POON Tak-sze       | 33   | 女   | 香港      | 潘流添與杜秀貞之女                                            |
| 依冯·雷尼 Yvonne Rennie   | 48   | 女   | 英国      | 伤者Michael Rennie的妻子 在佩思皇家醫院工作                   |
| Suzanna Gyetvai           | 34   | 女   | 匈牙利    | 出生于匈牙利，从事现代艺术，艺名为Zsi Chimera Joe Bampton女友 |
| 乔·班普顿 Joe Bampton     | 40   | 男   | 英国      | 伦敦大学学院斯莱德美术学院校友 艺术家，Suzanna Gyetvai的男友  |
| 柘植和夫                  | 66   | 男   | 日本      | 柘植晴美丈夫                                                  |
| 柘植晴美                  | 63   | 女   | 日本      | 柘植和夫妻子                                                  |
| 寺田康秀                  | 63   | 男   | 日本      | 寺田麻子丈夫                                                  |
| 寺田麻子                  | 63   | 女   | 日本      | 寺田康秀妻子                                                  |
| Marwa Elgbabirty          | --   | 女   | 埃及      |                                                               |
| Josy Couderc              | 48   | 女   | 法国      | 餐館擁有人 Léa Couderc的母親                                  |
| Léa Couderc               | 14   | 女   | 法国      | Josy Couderc的女兒                                            |

### 伤者
| 姓名             | 年齡 | 性別 | 地区 | 备注                |
| ---------------- | ---- | ---- | ---- | ------------------- |
| Michael Rennie   | 49   | 男   | 英国 | Yvonne Rennie的丈夫 |
| Momin Mourad Ali | 28   | 男   | 埃及 | 热气球驾驶员        |

## 調查
2016年2月15日，香港死因庭就9名香港死者的死因展開死因研訊。

## 各界反應

### 埃及
埃及總理甘迪勒就事故下令徹查起因，而事發城市樂蜀市長薩阿德宣佈當地所有熱氣球即時停飛。旅遊部長扎亞祖亦對遇難者致哀。

### 香港
參與有關該香港勝景遊的其餘團友，因此意外而同意不再繼續旅程，提早返香港。醫管局翌日派出包括三名臨床心理學家及一名護士的四人小組前往當地輔導同行團友及協助善後。另外，入境處亦派出四名人員陪同死者十名家屬前往開羅，就辨認遺體、遺物及辦理死亡證提供協助。
死因庭於2016年2月召開死因研訊並於6月7日裁定指罹難港人死於意外。

### 中國大陸
中國駐埃及大使館成立事故處理工作小組赴樂蜀處理善後事宜。中華人民共和國外交部亦由領事司副司長邱學軍率領五人於3月2日抵達埃及協助港人家屬在埃及處理事務。

## 悼念活動
埃及方面表示，日後會於意外發生地建紀念碑紀念意外死者。

## 類似事故
- 1989年澳洲愛麗斯泉兩個熱氣球相撞，13人死亡。
- 2009年卢克索一热气球在尼罗河西岸飞行时撞到移动通信塔，导致16名外国游客受伤[4]。是次事故令埃及政府下令停飛熱氣球半年。

## 熱氣球復航
2013年4月21日，因本次意外而停頓了接近2個月的埃及樂蜀熱氣球觀光恢復載客升空，樂蜀省省長第一個乘搭以證明安全，當局則收緊安全措施，在熱氣球升空前和降落後，均要由工程師檢查。